# 15.ª etapa do Giro d'Italia de 2022
A 15.ª etapa do Giro d'Italia de 2022 teve lugar a 22 de maio de 2022 entre Rivarolo Canavese e Cogne sobre um percurso de 177 km. O vencedor foi o italiano Giulio Ciccone da equipa Trek-Segafredo e o equatoriano Richard Carapaz manteve a liderança antes da terça e última jornada de descanso.

## Classificação da etapa
| Rivarolo Canavese - Cogne | alta montanha | (177 km) |

| \| Classificação por etapas \| Classificação por etapas \| Classificação por etapas \| Classificação por etapas \| Classificação por etapas \| \| Ciclista \| Ciclista \| Equipe \| Tempo \| \| \| ------------------------ \| ------------------------ \| ------------------------------- \| ------------------------ \| ------------------------ \| \| 1. \| Giulio Ciccone \| Trek-Segafredo \| 4h37m41s \| \| \| 2. \| Santiago Buitrago \| Bahrain Victorious \| + 1m31s \| \| \| 3. \| Antonio Pedrero \| Movistar Team \| + 2m19s \| \| \| 4. \| Hugh Carthy \| EF Education-EasyPost \| + 3m09s \| \| \| 5. \| Martijn Tusveld \| Team DSM \| + 4m36s \| \| \| 6. \| Luca Covili \| Bardiani CSF Faizanè \| + 5m08s \| \| \| 7. \| Natnael Tesfatsion \| Drone Hopper-Androni Giocattoli \| + 5m27s \| \| \| 8. \| Bauke Mollema \| Trek-Segafredo \| + 5m27s \| \| \| 9. \| Gijs Leemreize \| Jumbo-Visma \| + 5m27s \| \| \| 10. \| Guillaume Martin \| Cofidis \| + 6m06s \| \| |                    |                                 |          |
| |                    |                                 |          |
| Fonte: ProCyclingStats |                    |                                 |          |
| Classificação por etapas |                    |                                 |          |
| Ciclista | Ciclista           | Equipe                          | Tempo    |
| 1. | Giulio Ciccone     | Trek-Segafredo                  | 4h37m41s |
| 2. | Santiago Buitrago  | Bahrain Victorious              | + 1m31s  |
| 3. | Antonio Pedrero    | Movistar Team                   | + 2m19s  |
| 4. | Hugh Carthy        | EF Education-EasyPost           | + 3m09s  |
| 5. | Martijn Tusveld    | Team DSM                        | + 4m36s  |
| 6. | Luca Covili        | Bardiani CSF Faizanè            | + 5m08s  |
| 7. | Natnael Tesfatsion | Drone Hopper-Androni Giocattoli | + 5m27s  |
| 8. | Bauke Mollema      | Trek-Segafredo                  | + 5m27s  |
| 9. | Gijs Leemreize     | Jumbo-Visma                     | + 5m27s  |
| 10. | Guillaume Martin   | Cofidis                         | + 6m06s  |

## Classificações ao final da etapa

### Classificação geral(Maglia Rosa)
| \| Classificação geral \| Classificação geral \| Classificação geral \| Classificação geral \| Classificação geral \| \| Ciclista \| Ciclista \| Equipe \| Tempo \| \| \| ------------------- \| ------------------- \| ---------------------------------- \| ------------------- \| ------------------- \| \| 1. \| Richard Carapaz \| Ineos Grenadiers \| 63h06m57s \| \| \| 2. \| Jai Hindley \| Bora-Hansgrohe \| + 7s \| \| \| 3. \| João Almeida \| UAE Team Emirates \| + 30s \| \| \| 4. \| Mikel Landa \| Bahrain Victorious \| + 59s \| \| \| 5. \| Domenico Pozzovivo \| Intermarché-Wanty-Gobert Matériaux \| + 1m01s \| \| \| 6. \| Pello Bilbao \| Bahrain Victorious \| + 1m52s \| \| \| 7. \| Emanuel Buchmann \| Bora-Hansgrohe \| + 1m58s \| \| \| 8. \| Vincenzo Nibali \| Astana Qazaqstan Team \| + 2m58s \| \| \| 9. \| Juan Pedro López \| Trek-Segafredo \| + 4m04s \| \| \| 10. \| Guillaume Martin \| Cofidis \| + 8m02s \| \| |                    |                                    |           |
| |                    |                                    |           |
| Fonte: ProCyclingStats |                    |                                    |           |
| Classificação geral |                    |                                    |           |
| Ciclista | Ciclista           | Equipe                             | Tempo     |
| 1. | Richard Carapaz    | Ineos Grenadiers                   | 63h06m57s |
| 2. | Jai Hindley        | Bora-Hansgrohe                     | + 7s      |
| 3. | João Almeida       | UAE Team Emirates                  | + 30s     |
| 4. | Mikel Landa        | Bahrain Victorious                 | + 59s     |
| 5. | Domenico Pozzovivo | Intermarché-Wanty-Gobert Matériaux | + 1m01s   |
| 6. | Pello Bilbao       | Bahrain Victorious                 | + 1m52s   |
| 7. | Emanuel Buchmann   | Bora-Hansgrohe                     | + 1m58s   |
| 8. | Vincenzo Nibali    | Astana Qazaqstan Team              | + 2m58s   |
| 9. | Juan Pedro López   | Trek-Segafredo                     | + 4m04s   |
| 10. | Guillaume Martin   | Cofidis                            | + 8m02s   |

### Classificação por pontos(Maglia Ciclamino)
| Classificação por pontos | Classificação por pontos | Classificação por pontos        | Classificação por pontos | Classificação por pontos |
| Ciclista                 | Ciclista                 | Equipe                          | Pontos                   |                          |
| ------------------------ | ------------------------ | ------------------------------- | ------------------------ | ------------------------ |
| 1.                       | Arnaud Démare            | Groupama-FDJ                    | 238 pts                  |                          |
| 2.                       | Mark Cavendish           | Quick-Step Alpha Vinyl          | 121 pts                  |                          |
| 3.                       | Fernando Gaviria         | UAE Team Emirates               | 117 pts                  |                          |
| 4.                       | Mathieu van der Poel     | Alpecin-Fenix                   | 91 pts                   |                          |
| 5.                       | Alberto Dainese          | Team DSM                        | 81 pts                   |                          |
| 6.                       | Phil Bauhaus             | Bahrain Victorious              | 72 pts                   |                          |
| 7.                       | Filippo Tagliani         | Drone Hopper-Androni Giocattoli | 70 pts                   |                          |
| 8.                       | Simone Consonni          | Cofidis                         | 67 pts                   |                          |
| 9.                       | Thomas De Gendt          | Lotto-Soudal                    | 53 pts                   |                          |
| 10.                      | Richard Carapaz          | Ineos Grenadiers                | 42 pts                   |                          |

### Classificação da montanha(Maglia Azzurra)
| Classificação da montanha | Classificação da montanha | Classificação da montanha       | Classificação da montanha | Classificação da montanha |
| Ciclista                  | Ciclista                  | Equipe                          | Pontos                    |                           |
| ------------------------- | ------------------------- | ------------------------------- | ------------------------- | ------------------------- |
| 1.                        | Koen Bouwman              | Jumbo-Visma                     | 109 pts                   |                           |
| 2.                        | Diego Rosa                | Eolo-Kometa                     | 92 pts                    |                           |
| 3.                        | Jai Hindley               | Bora-Hansgrohe                  | 62 pts                    |                           |
| 4.                        | Giulio Ciccone            | Trek-Segafredo                  | 58 pts                    |                           |
| 5.                        | Richard Carapaz           | Ineos Grenadiers                | 56 pts                    |                           |
| 6.                        | Natnael Tesfatsion        | Drone Hopper-Androni Giocattoli | 44 pts                    |                           |
| 7.                        | Lennard Kämna             | Bora-Hansgrohe                  | 43 pts                    |                           |
| 8.                        | Bauke Mollema             | Trek-Segafredo                  | 40 pts                    |                           |
| 9.                        | Wilco Kelderman           | Bora-Hansgrohe                  | 36 pts                    |                           |
| 10.                       | Wout Poels                | Bahrain Victorious              | 27 pts                    |                           |

### Classificação dos jovens(Maglia Bianca)
| Classificação dos jovens | Classificação dos jovens | Classificação dos jovens | Classificação dos jovens | Classificação dos jovens |
| Ciclista                 | Ciclista                 | Equipe                   | Tempo                    |                          |
| ------------------------ | ------------------------ | ------------------------ | ------------------------ | ------------------------ |
| 1.                       | João Almeida             | UAE Team Emirates        | 67h07m27s                |                          |
| 2.                       | Juan Pedro López         | Trek-Segafredo           | + 3m34s                  |                          |
| 3.                       | Thymen Arensman          | Team DSM                 | + 11m17s                 |                          |
| 4.                       | Santiago Buitrago        | Bahrain Victorious       | + 15m50s                 |                          |
| 5.                       | Pavel Sivakov            | Ineos Grenadiers         | + 25m07s                 |                          |
| 6.                       | Luca Covili              | Bardiani CSF Faizanè     | + 34m56s                 |                          |
| 7.                       | Iván Ramiro Sosa         | Movistar Team            | + 53m20s                 |                          |
| 8.                       | Mauri Vansevenant        | Quick-Step Alpha Vinyl   | + 58m37s                 |                          |
| 9.                       | Gijs Leemreize           | Jumbo-Visma              | + 1h02m13s               |                          |
| 10.                      | Vadim Pronskiy           | Astana Qazaqstan Team    | + 1h06m27s               |                          |

### Classificação por equipas"Super team"
| Classificação por equipes | Classificação por equipes          | Classificação por equipes | Classificação por equipes |
| Equipe                    | Equipe                             | Tempo                     |                           |
| ------------------------- | ---------------------------------- | ------------------------- | ------------------------- |
| 1.                        | Bora-Hansgrohe                     | 189h24m11s                |                           |
| 2.                        | Bahrain Victorious                 | + 1m02s                   |                           |
| 3.                        | Intermarché-Wanty-Gobert Matériaux | + 11m49s                  |                           |
| 4.                        | Trek-Segafredo                     | + 28m53s                  |                           |
| 5.                        | Ineos Grenadiers                   | + 48m48s                  |                           |
| 6.                        | Astana Qazaqstan Team              | + 1h00m26s                |                           |
| 7.                        | UAE Team Emirates                  | + 1h09m50s                |                           |
| 8.                        | BikeExchange-Jayco                 | + 1h13m07s                |                           |
| 9.                        | Jumbo-Visma                        | + 1h15m12s                |                           |
| 10.                       | Movistar Team                      | + 1h27m39s                |                           |

## Abandonos
- Valerio Conti (Astana Qazaqstan Team) não completou a etapa por dores nas costas.[2]